# Конні Гілкрайст
Роуз Констанс Гілкрайст (англ. Rose Constance Gilchrist; 17 липня 1895 — 3 березня 1985) — американська акторка театру, кіно та телебачення. Серед її появ на екрані — ролі в голлівудських постановках «Cry Havoc» (1943), «Лист трьом дружинам» (1949), «Маленькі жінки» (1949), «Триполі» (1950), Houdini (1953), Some Came Running (1958), і «Тітонька Мейм» (1958).
Гілкрайст народився в Брукліні, штат Нью-Йорк, і відвідувала Успенську академію. Її мати, Марта Деніелс, була актрисою.
Гілкайст дебютувала на сцені в Лондоні у віці 22 років у 1917 році. Зрештою вона потрапила до Голлівуду, де в 1939 році з нею підписала 10-річний контракт компанія Metro-Goldwyn-Mayer.
Після ролі Періті Пінкер у фільмі 1954 року «Довгий Джон Сільвер» Гілкрайст повторила її роль, як і Роберт Ньютон, у телесеріалі «Пригоди Лонг Джона Сільвера». Найбільш відома своєю роллю Нори Малдун у фільмі 1958 року «Тітонька Маме» та роллю у фільмі 1949 року «Лист трьом дружинам», у якому вона вигукує культову фразу «Бінго», непритомніючи. Її також бачили на телебаченні General Electric Theatre.
На Бродвеї Гілкрайст брала участь у таких постановках, як «Леді та Джентльмени», «Робота для коней», «Екскурсія» та «Мулато».

## Особисте життя
Гілкрайст вийшла заміж за Едварда О'Генлона в 1922 році. Їхня донька Дороті також була актрисою.
У 1961 році вона брала участь у судовому процесі, звинувачуючи перукаря в тому, що той пошкодив її шкіру голови під час фарбування волосся. У новинному повідомленні говорилося: «Вона стверджувала, що тепер вона обмежена ролями бабусі, тому що шкіра її голови більше не витримає фарбування». Вона вимагала 50 000 доларів як відшкодування збитків, але отримала 5 000 доларів (сьогодні 49 000 доларів) за мировою угодою.
Гілкрайсст була римо-католицького віросповідання і все життя була прихильницею демократичної партії, та підтримувала кампанію Едлая Стівенсона під час президентських виборів 1952 року.

## Смерть
Конні Гілкрайст померла 3 березня 1985 року у віці 89 років у Санта-Фе, Нью-Мексико. Її чоловік помер 13 грудня 1983 року. Вона похована на національному кладовищі Санта-Фе в Санта-Фе, Нью-Мексико.

## Вибрана фільмографія
- 1941 — Барнакл Білл / Barnacle Bill
- 1941 — Обличчя жінки / A Woman's Face
- 1941 — Джонні Ігер / Johnny Eager
- 1943 — Тисячі привітань / Thousands Cheer
- 1944 — Нормування / Rationing
- 1944 — Тонка людина їде додому / The Thin Man Goes Home
- 1946 — Негідник Баскомб / Bad Bascomb
- 1949 — Маленькі жінки / Little Women
- 1949 — Лист трьом дружинам / A Letter to Three Wives
- 1950 — Квиток у Томагавк / A Ticket to Tomahawk
- 1954 — У далекій країні / The Far Country